# Prueba cloze

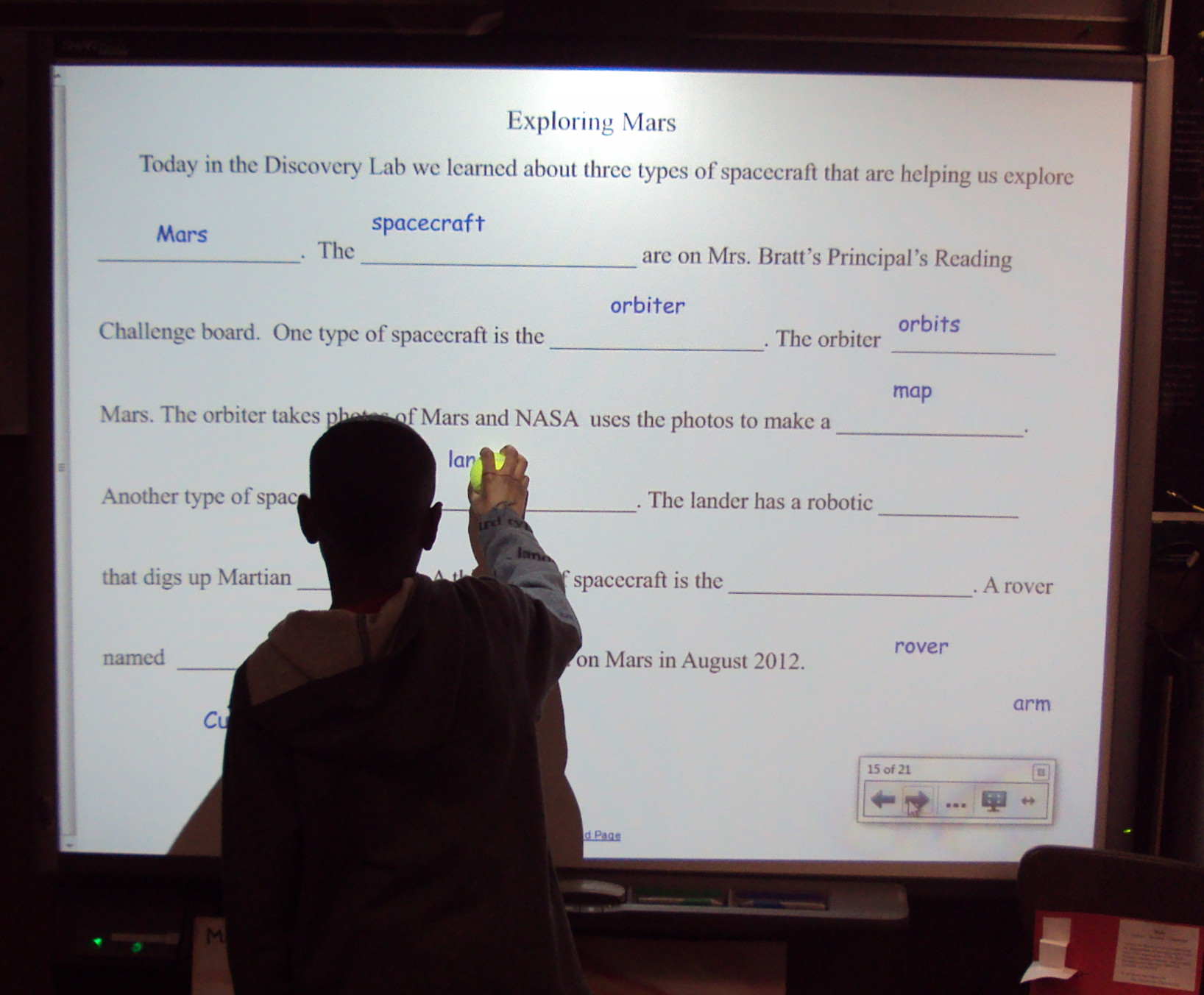
Un estudiante que arrastra términos en una pizarra inteligente para rellenar texto en blanco

Una prueba cloze (también prueba de eliminación de cloze o prueba de oclusión ) es un ejercicio, prueba o evaluación que consiste en una parte del idioma con ciertos elementos, palabras o signos eliminados (texto cloze), donde se le pide al participante que reemplace el elemento faltante. Las pruebas de Cloze requieren la capacidad de comprender el contexto y el vocabulario para identificar el idioma correcto o la parte del discurso que pertenece a los pasajes eliminados. Este ejercicio se administra comúnmente para la evaluación del aprendizaje y la instrucción del idioma nativo y del segundo idioma.
La palabra cloze se deriva de cierre en la psicología de la Gestalt. El ejercicio fue descrito por primera vez por W. L. Taylor en 1953.
Las palabras se pueden eliminar del texto en cuestión de forma mecánica (por ejemplo: cada enésima palabra) o de forma selectiva, dependiendo exactamente del aspecto que se pretenda evaluar. La metodología es objeto de una extensa literatura académica; sin embargo, los profesores comúnmente diseñan pruebas ad hoc.

## Ejemplos
Un profesor de idiomas puede dar el siguiente pasaje a los estudiantes:

Hoy fui al ___________ y compré leche y huevos. Sabía que iba a llover, pero olvidé llevar mi ________ y terminé mojándome en el camino.

Luego, se les pedirá a los estudiantes que llenen los espacios en blanco con las palabras que mejor completen el pasaje. El contexto en términos de lenguaje y contenido es esencial en la mayoría, si no en todas, las pruebas de cloze. El primer espacio en blanco está precedido por "el"; por lo tanto, debe seguir un sustantivo, un adjetivo o un adverbio . Sin embargo, una conjunción sigue al espacio en blanco; la oración no sería gramaticalmente correcta si hubiera algo más que un sustantivo en el espacio en blanco. Las palabras "leche y huevos" son importantes para decidir qué sustantivo poner en el espacio en blanco; "supermercado" es una posible respuesta; Sin embargo, dependiendo del estudiante, el primer espacio en blanco podría ser tienda, supermercado, tiendas, mercado o tienda de comestibles, mientras que el paraguas, la sombrilla o el impermeable podrían caber en el segundo. Un posible pasaje completo sería:

Hoy fui al supermercado y compré un poco de leche y huevos. Sabía que iba a llover, pero olvidé llevar mi paraguas y terminé mojándome en el camino.

Además del uso para probar la fluidez lingüística, una prueba de cloze también se puede emplear para comprobar el conocimiento de los hechos, por ejemplo:
________ es el catabolismo anaeróbico de la glucosa.
Las posibles respuestas incluirían entonces la fermentación del ácido láctico, la glucólisis anaeróbica y la respiración anaeróbica.

## Evaluación
La definición de éxito en una prueba de cloze dada varía, según los objetivos más amplios detrás del ejercicio. La evaluación puede depender de si el ejercicio es objetivo (es decir, los estudiantes reciben una lista de palabras para usar en un cloze) o subjetivo (es decir, los estudiantes deben completar un cloze con palabras que harían una oración dada gramaticalmente correcta).

Vi a un hombre dejar su chaqueta en un charco para una mujer que cruzaba la calle. Pensé que era muy ______.

Dado el pasaje anterior, las respuestas de los estudiantes pueden variar según sus habilidades de vocabulario y sus opiniones personales. Sin embargo, la colocación del espacio en blanco al final de la oración restringe las posibles palabras que pueden completar la oración; después de un adverbio y terminando la oración, la palabra probablemente sea un adjetivo. Romántico, caballeresco o galante puede, por ejemplo, ocupar el espacio en blanco, así como tonto o cursi. Usando esas respuestas, un maestro puede pedir a los estudiantes que reflexionen sobre las opiniones extraídas del cloze dado.
Investigaciones recientes que utilizan el seguimiento ocular han postulado que los ítems de relleno en los que se ofrece una selección de palabras como opciones pueden evaluar diferentes tipos de habilidades de lectura según las habilidades lingüísticas de los participantes que toman la prueba. Se sugiere que los examinados de menor capacidad se concentrarán más en la información contenida en las palabras que rodean inmediatamente el espacio en blanco, mientras que se cree que los examinados de mayor capacidad pueden usar más información global en su selección de una palabra para encajar en el espacio. Una serie de problemas metodológicos señalados por los investigadores con respecto al ítem abierto tipo cloze (los lectores deben proporcionar una palabra correcta de la memoria a largo plazo, cómo calificar las respuestas aceptables que no son el reemplazo exacto, etc.) pueden resolverse mediante el uso de elementos cloze de opción múltiple cuidadosamente diseñados. Mostow y asociados también demostraron cómo este enfoque es tanto práctico como informativo.

## Implementación
Además del empleo en las pruebas, la eliminación cloze se puede usar en el aprendizaje, particularmente en el aprendizaje de idiomas, pero también en el aprendizaje de hechos. Esto se puede hacer manualmente, por ejemplo, cubriendo secciones de un texto con papel o haciendo más visibles secciones del texto con un resaltador, luego cubriendo la línea con una regla de color en el color complementario (digamos, una regla roja para un resaltador verde) por lo que el texto resaltado desaparece; esto es popular en Japón, por ejemplo. La eliminación de Cloze también se puede utilizar como parte del software de repetición espaciada. Por ejemplo, las aplicaciones SuperMemo y Anki cuentan con la creación semiautomática de pruebas cloze.
La eliminación de Cloze también se puede aplicar a un organizador gráfico, en el que se presenta un diagrama, un mapa, una cuadrícula o una imagen y se deben usar pistas contextuales para completar algunas etiquetas. En particular, al aprender un tema con muchas imágenes, como la anatomía, un usuario de Anki puede emplear una oclusión de imagen para descartar partes de una imagen.

## Comparación con otras metodologías de prueba
Glover, 1989 comparó diferentes formas de recuerdo y su efectividad después de que había pasado un cierto período de tiempo para que se olvidara lo ocurrido. Glover se refirió a las pruebas de cloze como recuerdo con claves, que resultó ser menos eficaz que las pruebas de recuerdo libre (se le dio una pista genérica al alumno, se esperaba que el alumno recordara todo lo que sabía), pero más eficaz que las pruebas de reconocimiento.

## Procesamiento natural del lenguaje
La prueba cloze se usa a menudo como una tarea de apreciación en el procesamiento de lenguajes naturales (NLP) para evaluar el rendimiento de los modelos de lenguaje entrenados. Las tareas tienen algunas variantes diferentes, como predecir la respuesta del espacio en blanco con y sin proporcionar las opciones correctas, predecir la oración final de una historia o pasaje, etc. La prueba cloze es empleada en BERT (Bidirectional Encoder Representations from Transformers) o Representación de Codificador Bidireccional de Transformadores, que es una técnica basada en redes neuronales para el pre-entrenamiento del procesamiento del lenguaje natural (PLN) desarrollada por Google.